# Нуман ибн Башир
Нуман ибн Башир ибн Саад аль-Ансари (араб. يَاسِر ٱبْن عَامِر ٱبْن مَالِك ٱلْعَنْسِيّ‎, Nuʿmān ibn Bashīr ibn Saʿd al-Anṣārī; 622, Медина — 684, Хомс) — сподвижник исламского пророка Мухаммеда. Он также был полководцем и государственным деятелем халифата Омейядов. Во время Первой фитны он был сторонник Муавии ибн Аби Суфьяна, которые его назначил губернатором Куфы с 678 по 680 годы. После чего халифом Язидом I (годы правления  680–683) он был назначен губернатором Хомса. После смерти последнего он присягнул на верность халифу Абдуллаху ибн аль-Зубайру, находившемуся в Мекке. Когда проомейядские силы разгромили сторонников Ибн аль-Зубайра в Сирии, он бежал из Хомса, но был убит во время своего побега.

## Биография
Нуман ибн Башир принадлежал к ансарам, которые состояли из арабских племен, которые были коренными жителями Медины, и, по мнению некоторых мусульманских авторитетов, он был первым членом ансаров, родившимся после Хиджры, переселения исламского пророка Мухаммеда в Медину. Его отец, Башир ибн Сад, был выдающимся сподвижником Мухаммеда, а его мать, Амра бинт Раваха, была сестрой другого известного сподвижника-ансарита, Абдуллаха ибн Равахи. 
Нуман посвятил себя мести за смерть третьего праведного халифа Усмана ибн Аффан (годы правления  644–656) и был ярым противником четвёртого праведного халифа Али ибн Абу Талиба (годы правления  656–661). Он стал лоялистом наместника Сирии Муавии ибн Абу Суфьяна во время его конфликта с Али и в 657 году участвовал в битве при Сиффине, отличаясь от большинства ансаров, которые в целом были на стороне Али. В 659 году Нуман возглавил поход против гарнизона войск Али в Айн-ат-Тамре в пустынном регионе к югу от Хита, к западу от Евфрата, но его атака была отбита. В какой-то момент после смерти наместника Муавии в Джунд-Химсе (военный округ Хомса), Абдуррахмана ибн Халида, в 666 году, Муавия, ставший халифом в 661 году, назначил Нумана, который с тех пор обосновался в Хомсе, своим наместником. 
В 678 году Муавия назначил Нумана губернатором Куфы. В 680 году Муавия умер, и ему наследовал его сын Язид I, который впоследствии в 680 году заменил Нумана на Убайдуллаха ибн Зияда, отчасти из-за вялой реакции Нумана на антиомейядскую деятельность Муслима ибн Акиля, который мобилизовал поддержку в городе для Хусейна ибн Али. В 682 году Язид отправил Нумана в Медину, чтобы примирить ансаров со своим халифатом, но он не смог получить их поддержки. После смерти Язида Нуман признал антиомейядского халифа Абдуллаха ибн аз-Зубайра, базирующегося в Мекке, который назначил Нумана на его старую провинциальную должность в Хомсе. Это сблизило его с племенами кайситов, которые доминировали на севере Сирии, и с губернаторами Дамаска и Палестины, Аль-Даххаком ибн Кайсом аль-Фихри и Натилем ибн Кайсом аль-Джудхами. Обе стороны встретились в 684 году в битве при Мардж Рахите, во время которой Нуман отправил Шурахбиля ибн Зиль-Калу и его соплеменников-химьяри из гарнизона Хомса присоединиться к ад-Даххаку. Получив сообщения о том, что племена кайситов во главе с ад-Даххаком были разгромлены проомейядскими племенемами кальбитов, Нуман бежал из Хомса со своей женой, Наилой бинт Умарой, которая ранее была замужем за Муавией, и своими детьми, но был преследован и убит членами гарнизона Хомса. Его жена и дети были спасены и попали под защиту Бану Кальб, племени его жены.

## Потомки и наследие
Одна из его дочерей, Амра, была замужем за проалидским правителем Куфы, аль-Мухтаром аль-Сакафи. После того, как аль-Мухтар был убит войсками Зубайридов в 687 году, Амра была заключена в тюрьму и казнена за то, что не осудила своего убитого мужа. Услышав известие о её смерти, сын Нумана Абан напал на её палача и был арестован, но освобождён Зубайридами. Другая дочь Нумана, Умм Абан, позже вышла замуж за аль-Хаджаджа ибн Юсуфа. В середине VIII века по крайней мере трое из потомков Нумана стали передатчиками хадисов, а семья Нумана оказала военную поддержку халифу аль-Валиду II против Язида III во время Третьей фитны в 744 году. Несмотря на поддержку своей семьи против Язида III, внук Нумана, Абд аль-Самад ибн Абан, был назначен вице-губернатором Куфы при омейядском губернаторе Ирака, Абдуллахе ибн Умаре ибн Абд аль-Азизе, после того как Язид III стал халифом после убийства аль-Валида II в 744 году. По словам средневековых арабских географов, город Мааррат-эн-Нууман был назван в честь Нумана.